# Ritratto di Juan Francisco de Pimentel conte di Benavente
Juan Francisco de Pimentel conte di Benavente è un dipinto di Diego Velázquez, a olio su tela (109x88 cm), quest'opera fu realizzata nel 1648. L'opera oggi è conservata al Museo del Prado.